# Macierz korelacji
Macierz korelacji – macierz, której elementy stanowią wartości współczynników korelacji dla odpowiednich par zmiennych losowych.

## Własności
Macierz korelacji spełnia pięć kryteriów:
- jest macierzą kwadratową
- wartości wszystkich elementów macierzy należą do przedziału < -1, 1 > (ponieważ są współczynnikami korelacji)
- wszystkie elementy leżące na głównej przekątnej tej macierzy równe są 1 (określa to stopień skorelowania zmiennej Xi z nią samą)
- jest to macierz symetryczna
- wyznacznik tej macierzy należy do przedziału < 0, 1 >

Wyznacznik macierzy korelacji jest miernikiem współliniowości (skorelowania) zmiennych objaśniających. Im bliższy 1, tym niższy jest stopień wzajemnego skorelowania zmiennych objaśniających. Im bliższy 0, tym siła tej korelacji większa.
Wartości wyznacznika bliskie 0 świadczą o złym doborze zmiennych objaśniających. Jeśli wyznacznik jest zbyt mały, musimy modyfikować model - powinniśmy z niego eliminować zmienne współliniowe.
Istnienie silnej korelacji między zmiennymi objaśniającymi negatywnie wpływa na efektywność estymatorów parametrów modelu.
Przykład: Mamy zbiór zmiennych losowych X1, X2, ..., Xn. Przykładowa macierz korelacji dla trójelementowego zbioru zmiennych może wyglądać następująco:
|    | X1   | X2   | X3   |
| X1 | 1,00 | 0,65 | 0,36 |
| X2 | 0,65 | 1,00 | 0,41 |
| X3 | 0,36 | 0,41 | 1,00 |

Z elementu leżącego na przecięciu wiersza i kolumny odpowiadających zmiennym X2 i X3 odczytujemy, że współczynnik korelacji zmiennych X2 i X3 wynosi 0,41.
Zbudowanie macierzy korelacji jest zazwyczaj pierwszym krokiem w analizie czynnikowej. W tej analizie zazwyczaj bierze się pod uwagę macierze, w których przeciętne współczynniki korelacji przekraczają 0,3.